# Lijst van nummer 1-hits in Wallonië in 2009
Deze hits stonden in 2009 op nummer 1 in de Waalse Ultratop 40, de bekendste hitlijst in Wallonië.
| Datum        | Artiest                        | Titel                |
| ------------ | ------------------------------ | -------------------- |
| 3 januari    | Grégoire                       | Toi + moi            |
| 10 januari   | Grégoire                       | Toi + moi            |
| 17 januari   | Grégoire                       | Toi + moi            |
| 24 januari   | Grégoire                       | Toi + moi            |
| 31 januari   | Katy Perry                     | Hot n cold           |
| 7 februari   | Katy Perry                     | Hot n cold           |
| 14 februari  | Lady Gaga                      | Poker face           |
| 21 februari  | Lady Gaga                      | Poker face           |
| 28 februari  | Lady Gaga                      | Poker face           |
| 7 maart      | Lady Gaga                      | Poker face           |
| 14 maart     | Lady Gaga                      | Poker face           |
| 21 maart     | Les Enfoirés                   | Ici les enfoirés     |
| 28 maart     | Lady Gaga                      | Poker face           |
| 4 april      | Lady Gaga                      | Poker face           |
| 11 april     | Lady Gaga                      | Poker face           |
| 18 april     | Lady Gaga                      | Poker face           |
| 25 april     | Flo Rida & Kesha               | Right round          |
| 2 mei        | James Morrison & Nelly Furtado | Broken strings       |
| 9 mei        | Calogero                       | C'est dit            |
| 16 mei       | Calogero                       | C'est dit            |
| 23 mei       | Calogero                       | C'est dit            |
| 30 mei       | The Black Eyed Peas            | Boom boom pow        |
| 6 juni       | The Black Eyed Peas            | Boom boom pow        |
| 13 juni      | The Black Eyed Peas            | Boom boom pow        |
| 20 juni      | The Black Eyed Peas            | Boom boom pow        |
| 27 juni      | The Black Eyed Peas            | Boom boom pow        |
| 4 juli       | David Guetta & Kelly Rowland   | When love takes over |
| 11 juli      | David Guetta & Kelly Rowland   | When love takes over |
| 18 juli      | David Guetta & Kelly Rowland   | When love takes over |
| 25 juli      | David Guetta & Kelly Rowland   | When love takes over |
| 1 augustus   | The Black Eyed Peas            | I gotta feeling      |
| 8 augustus   | The Black Eyed Peas            | I gotta feeling      |
| 15 augustus  | The Black Eyed Peas            | I gotta feeling      |
| 22 augustus  | The Black Eyed Peas            | I gotta feeling      |
| 29 augustus  | The Black Eyed Peas            | I gotta feeling      |
| 5 september  | David Guetta & Akon            | Sexy bitch           |
| 12 september | The Black Eyed Peas            | I gotta feeling      |
| 19 september | David Guetta & Akon            | Sexy bitch           |
| 26 september | The Black Eyed Peas            | I gotta feeling      |
| 3 oktober    | Stromae                        | Alors on danse       |
| 10 oktober   | Stromae                        | Alors on danse       |
| 17 oktober   | Stromae                        | Alors on danse       |
| 24 oktober   | Stromae                        | Alors on danse       |
| 31 oktober   | Stromae                        | Alors on danse       |
| 7 november   | The Black Eyed Peas            | I gotta feeling      |
| 14 november  | David Guetta & Akon            | Sexy bitch           |
| 21 november  | The Black Eyed Peas            | Meet me halfway      |
| 28 november  | The Black Eyed Peas            | Meet me halfway      |
| 5 december   | The Champions                  | We are the best      |
| 12 december  | The Champions                  | We are the best      |
| 19 december  | The Champions                  | We are the best      |
| 26 december  | The Black Eyed Peas            | Meet me halfway      |